# Драйсбах (Вестервальд)
Драйсбах (нем. Dreisbach) — община в Германии, в земле Рейнланд-Пфальц.
Входит в состав района Вестервальд. Подчиняется управлению Бад Мариенберг (Вестервальд). Население составляет 582 человека (на 31 декабря 2010 года). Занимает площадь 4,62 км².